# Elfriede Brüning
Elfriede Brüning   (Berlín, 8 de novembre de 1910 - Berlín, 5 d'agost de 2014) fou una periodista i novel·lista de l'Alemanya comunista. També se la coneixia amb el pseudònim d'Elke Klent.

## Vida i carrera professional
Elfriede Brüning va néixer a Berlín, filla d'un ebenista i d'una cosidora que estaven implicats al moviment obrer. Forçada a deixar l'escola després de fer els deu anys per ajudar donar suport la família, va treballar en oficines; el 1929 va començar a fer de secretària a una empresa de pel·lícules de Berlín.
Després de forjar una carta de recomanació, va començar per publicar articles a les seccions Feuilleton de diaris com el Berliner Tageblatt, el Berliner Börsen-Courier i el Vossische Zeitung. Després d'assistir a l'Escola de Treballadors Marxistes, es va unir al Partit Comunista (KPD) en 1930 i a partir d'aleshores va escriure principalment per la premsa comunista. L'any 1932 va unir-se l'Associació d'Autors Proletaris-Revolucionaris. La seva primera novel·la, Handwerk hat goldenen Boden, era una crítica social i havia de ser publicada el 1933 però no ho va ser a causa de la presa de poder per part del Partit Nazi; va aparèixer per primer cop en 1970 sota el títol Kleine Leute. Brüning va virar cap a lectura més lleugera i el 1934 va publicar Und außerdem ist Sommer, el qual va ser un èxit.

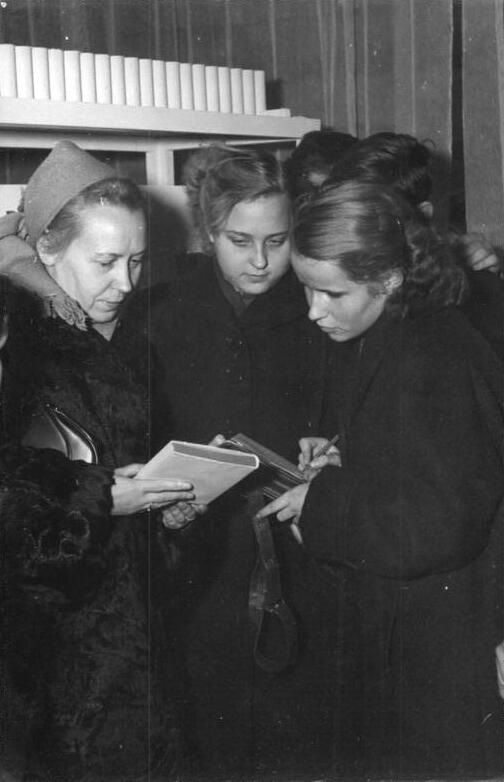
Brüning (a l'esquerra) l'any 1953

Durant els primers anys del règim nazi, Brüning va participar en la resistència comunista, escrivint pel diari d'exili Neue Deutsche Blätter sota el pseudònim Elke Klent i fent viatges a Praga, on va ser publicat, com a missatgera de l'Associació d'Autors Proletaris-Revolucionaris. El comitè central del KPD, il·legal, es va reunir al pis de la botiga dels seus pares. El 12 d'octubre de 1935 va ser detinguda i empresonada a la presó de les dones de Barnimstraße, però va ser alliberada després del seu judici per traïció en 1937, ja que la Gestapo fou incapaç de provar que s'hagués involucrat en activitats il·legals. Va ser capaç d'obtenir permís per escriure dins presó, i per això l'any 1936 va publicar una altra novel·la, Junges Herz muß wandern.
En 1937 es va casar amb Joachim Barckhausen, un escriptor i editor; la seva filla Christiane Barckhausen, nascuda el 1942, també va esdevenir escriptora. Brüning va treballar com a avaluadora de guions per una empresa de pel·lícules i amb Barckhausen va co-escriure el decorat per Semmelweis – Retter der Mütter, que va ser filmat per DEFA després de la guerra. Va estar els últims anys de la guerra a la propietat dels seus cunyats a Magdeburg Börde.
Brüning va tornar a Berlín el 1946, va reactivar la seva militància al KPD, i va escriure i editar notícies periòdiques en el que més tard esdevindria la República Democràtica Alemanya. El seu matrimoni va acabar el 1948. A partir de 1950, va treballar com a escriptora autònoma i visqué a Berlin. Després de la reunificació d'Alemanya esdevingué una membre de l'Esquerra.
Va morir a Berlín i va ser enterrada al cementiri de Dorotheenstadt. Els seus escrits dels anys 1930 a 2007 són a l'Institut Fritz Hüser a Dortmund.

## Honors rebuts
- 1960: Ordre Patriòtic de Mèrit (Bronze)
- 1975: Ordre Patriòtic de Mèrit (Plata)
- 1980: Premi Goethe de la Ciutat de Berlín
- 1980: Premi de Literatura de la Lliga de Dones Democràtiques d'Alemanya
- 1983: Premi d'Art de la Federació Sindical de l'Alemanya Lliure
- 1985: Ordre Patriòtic de Mèrit (Or)

## Obres
Les publicacions de Brüning estan formades per novel·les, històries curtes, periodisme i guions televisius. Les seves novel·les sovint tenen algun element autobiogràfic; normalment giren al voltant de les vides de dones i fins i tot les quatre que va publicar sota els nazis tenen protagonistes femenins que estan determinades a anar contra la línia de partit per desenvolupar les seves carreres professionals. Eren populars a la RDA; pel seu 103è aniversari l'any 2013, s'havien editat un milió i mig de còpies. Però especialment en els anys 1950, va ser criticada oficialment per "petitburgesa" pels seus temes sobre les dones que buscaven igualtat en el matrimoni, i la seva feina era insuficientment optimista per gustos oficials. Tot i que sovint nominada, no va rebre el premi més prestigiós de la RDA, el Premi de Literatura de la Lliga de Dones Democràtiques d'Alemanya i el Premi d'Art de la Federació Sindical de l'Alemanya Lliure, fins als 1980s, quan es trobava en la seva setantena. Després de la reunificació, va continuar escrivint sobre injustícies socials, també d'aquelles degudes a la reunificació.